# Каштелански залив
Каштелански залив је залив на обали Јадранског мора.
За њега још постоји и назив Линтар.
Изразито је затворен залив. Са сјевера и сјевероистока је затворен главним копном, с јужне стране га затвара Сплитско полуострво, а са запада и југозапада га омеђива трогирско острво и острво Чиово.
На обалама овог насеља се налазе 7 Каштела, Солин, Сплит, Трогир, Врањиц, Арбанија, Слатине (Чиово), Мастринка, Дивуље, Бијаћи и Свети Кајо.
На обалама овог залива се налазио и римски град Салона.
У њега се улијева ријека Јадро и поток Пантана.
У њему се налазе и бројна мања острва, попут Шкољића, Галере, Барбаринца те хриди Шило.